# Telicomys giganteus
Telicomys giganteus (лат.) — вымерший вид южноамериканских грызунов из семейства пакарановых, живший с миоцена по плиоцен (6,8—4,0 млн лет назад). Типовой вид рода Telicomys. Это были наземные растительноядные животные, питавшиеся плодами и листьями. Ископаемые остатки Telicomys giganteus найдены в Южной Америке на территории Аргентины.
Благодаря исключительной сохранности черепа ученые смогли оценить размеры и силу укуса этого грызуна. Средняя оценка массы тела дает 100 кг. Силу укуса оценивали тремя разными методами. Два метода показали силу смыкания резцов в пределах 500—1000 ньютонов. Но есть также вариант, что сила укуса была более 2000 ньютонов. Возможно, такая сила укуса помогала защищаться от хищников.